# William und Kate – Ein Märchen wird wahr
William und Kate – Ein Märchen wird wahr ist ein US-amerikanischer Fernsehfilm aus dem Jahr 2011 über die Beziehung von Prinz William und der bürgerlichen Kate Middleton.

## Handlung
Der Film erzählt die Geschichte zwischen Prinz William und der bürgerlichen Kate Middleton, die sich an der St. Andrews University das erste Mal begegnen. William lernt Kate kennen und aus Freundschaft wird schnell Liebe. Doch nach und nach wächst der Druck auf die beiden, denn sie werden von Paparazzi verfolgt und gejagt. Sie trennen sich. Aber William will nicht den gleichen Fehler machen wie sein Vater Prinz Charles. Er beschließt, Kate zu seiner Prinzessin zu machen und sie willigt ein.

## Produktion
Der Film wurde im Auftrag von SevenOne International und Lifetime ab dem 24. Februar 2011 in Los Angeles gedreht. Die Dreharbeiten mussten in wenigen Wochen abgeschlossen sein, da der Film noch vor der Hochzeit von Prinz William und Catherine Middleton am 29. April 2011 ausgestrahlt werden und den zu erwartenden Medienhype flankieren sollte.

## Ausstrahlung
William und Kate – Ein Märchen wird wahr hatte am 18. April 2011 auf dem US-amerikanischen Kabelsender Lifetime Premiere. Am 22. April 2011 wurde der Film im Schweizer Fernsehen ausgestrahlt und am 25. April 2011 auf ORF eins. Die deutsche Fernsehpremiere fand einen Tag vor der Hochzeit am 28. April 2011 auf Sat.1 statt.

### Einschaltquoten
Bei der Premiere auf Sat.1 erzielte der Film 1,90 Millionen Zuschauer, ein Marktanteil von 6,1 %. Bei den jüngeren Zuschauern (Alter: 14 bis 49 Jahre) erzielte der Film0,99 Millionen Zuschauern und einen Marktanteil von 8,3 %.

## Besetzung
| Rolle                        | Darsteller             | Dt. Synchronsprecher    |
| ---------------------------- | ---------------------- | ----------------------- |
| Kate Middleton               | Camilla Luddington     | Maren Rainer            |
| Prinz William                | Nico Evers-Swindell    | Patrick Roche           |
| Prinz Charles                | Ben Cross              | Walter von Hauff        |
| Prinz Harry                  | Justin Hanlon          | Tim Schwarzmaier        |
| Carole Middleton             | Serena Scott Thomas    | Dagmar Dempe            |
| Celia                        | Victoria Tennant       | Manuela Renard          |
| Derek Rogers                 | Richard Reid           | Manuel Straube          |
| James Middleton              | Calvin Goldspink       | Tobias Kern             |
| Pippa Middleton              | Mary Elise Hayden      | Gabrielle Pietermann    |
| Ian Musgrave                 | Jonathan Patrick Moore | Benedikt Gutjan         |
| Olivia Martin                | Samantha Whittaker     | Laura Maire             |
| Margaret Hemmings-Wellington | Trilby Glovern         | Stephanie Kellner       |
| Mark Saunders                | Cole Shoemaker         | Martin Halm             |
| Mike Middleton               | Christopher Cousins    | Claus Brockmeyer        |
| Prof. Durham                 | Stephen Marsh          | Reinhard Brock          |
| Trevor                       | Theo Cross             | Benedikt Weber          |
| Vanessa Rose Bellows         | Louise Linton          | Annina Braunmiller-Jest |

## Kritik
„Der Film ist dermaßen schlecht, dass er vermutlich ein Riesenerfolg wird. Abgesehen davon, dass in der US-Produktion die Londoner Busse auf der rechten Straßenseite fahren und sich in Gloucestershire plötzlich Berge erheben, sind die Dialoge so banal, dass sich einem die Zehennägel aufstellen. Nico Evers-Swindell stellt Prince William „hölzern“ dar, kommt dem Original aber dadurch recht nahe. „Zum Glück“ ist die Rolle der Queen nicht besetzt worden. Das ist die Hochzeit des Jahres, wie man sie sich in Wichita oder Wyoming vorstellt.“

„[…] jämmerliche Schauspieler […] noch jämmerlicheres Drehbuch.“

„Triviale (Fernseh-)Romanze von dem familiären Hintergrund der englischen Royals, die pünktlich zur Traumhochzeit am englischen Hof im April 2011 gefertigt wurde.“

## DVD
Die DVD erschien in der Schweiz am 28. April 2011, in Deutschland einen Tag später.